# V407 Lupi

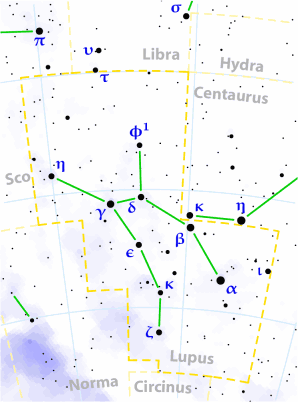
Sternbild Wolf

V0407 Lupi (auch ASASSN-16kt) war eine Nova im Sternbild Wolf, die im späten September 2016 eine Helligkeit von 5.6m erreichte. Entdeckt wurde sie am 24. September 2016 vom All Sky Automated Survey for SuperNovae.

## Koordinaten
- Rektaszension: 15h 29m 01s.79
- Deklination: −44° 49' 39".5